# 井戸茶碗

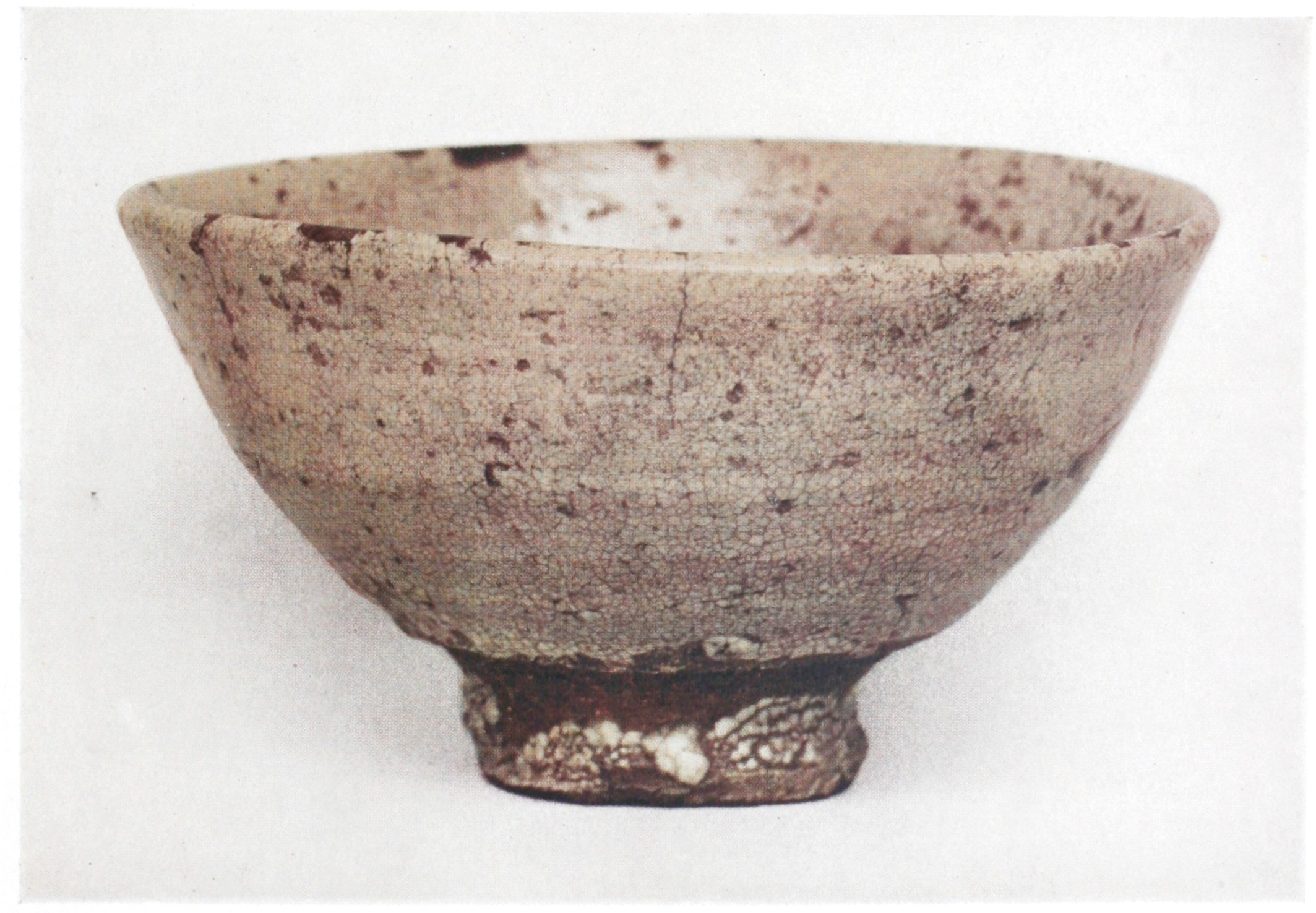
大井戸茶碗 銘 喜左衛門

井戸茶碗（いどぢゃわん、いどちゃわん）は、李朝時代前期の朝鮮半島で製作された高麗茶碗に対する、日本での茶道具としての呼称。産地では日常生活用の雑器または祭器として使われたと推測されるが、日本の茶道では「わび」にかなうとして、「一井戸 二楽 三唐津」と茶人に珍重された。現代において「大井戸茶碗 銘 喜左衛門」（孤篷庵所蔵）が国宝に指定されている。朝鮮半島での製作者らの名は歴史に消えて残っていない。
名称の由来は諸説あり、覗き込むと井戸のような深さを感じるため井戸茶碗と呼ばれるようになったとも言われ、江戸時代には特に大ぶりな器を「大井戸茶碗」と称するようになり、他にも「青井戸」「古井戸」といった分類が生まれた。他にも、文禄・慶長の役の際に井戸覚弘が持ち帰ったためという説もあるが、それ以前から日本に「井戸茶碗」の名称はあった。
辛奉承（韓国芸術院会員）は、韓国慶尚南道河東郡の陶器産地であるセミゴルが「井戸」を意味することとの関連性を指摘している。
井戸茶碗の特徴は、枇杷釉、竹の節高台、梅花皮（かいらぎ、釉の縮れを指す）である。

## 有名な井戸茶碗

### 大井戸茶碗 銘 喜左衛門
慶長年間に大坂の商人だった竹田喜左衛門が零落しても手放さなかったためこの名がついた。本多忠義（能登守）、中村宗雪、塘氏へと伝来し、その後に所有した大名茶人の松平不昧により「天下の三井戸」の一つに数えられた。これで茶を飲むと腫れものができるという言い伝えもある。

### 大井戸茶碗 銘 筒井筒
奈良のわび茶人であった善玄から、同じ大和国の戦国武将筒井順慶が所望して譲り受けたと伝わり、『大正名器鑑』には毘沙門堂（京都市山科）蔵と記され  
、その後、石川県金沢市の。碗が深く、高台が高いため筒にたとえられ、筒井順慶が持っていたことから「筒井順」と呼ばれるようになった。順慶から献上された天下人豊臣秀吉が、誤って割ってしまった近習を成敗しようとしたところ、細川藤孝（幽斎）が、「筒井筒 五つにわれし井戸茶碗 とがをばわれに 負ひしけらしな」と詠んでとりなしたという伝承がある。

### 大井戸茶碗 銘 細川
細川忠興（三斎）から伊達氏、冬木氏、松平不昧へと伝来し、1978年6月15日に重要文化財指定を受けた。

### その他
- 小井戸茶碗 銘 小塩
- 青井戸茶碗 銘 柴田

## 製作地と研究
2000年に韓国南部の鎮海市で、日本の山口大学農学部の宇都宮宏が井戸茶碗の高台部分を採取した。

### 井戸茶碗の成分解析
山口大学農学部 宇都宮宏による井戸茶碗の成分解析
茨城県工業技術センターによる鮫肌釉の再現